# Deserto del Negev

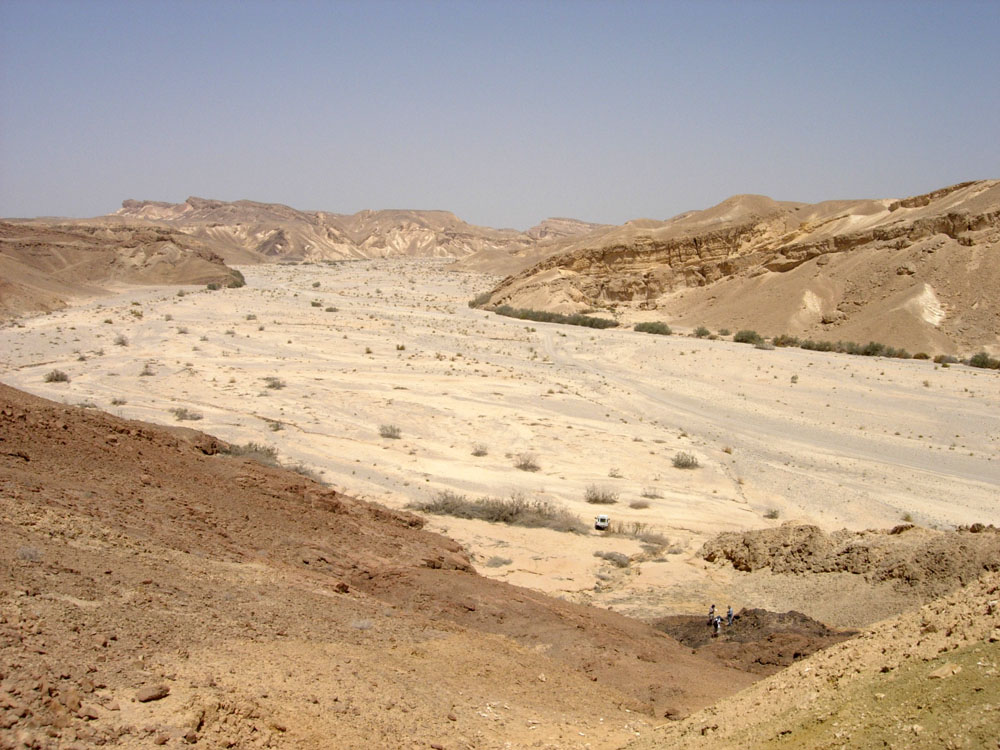
Il wadi Nahal Paran

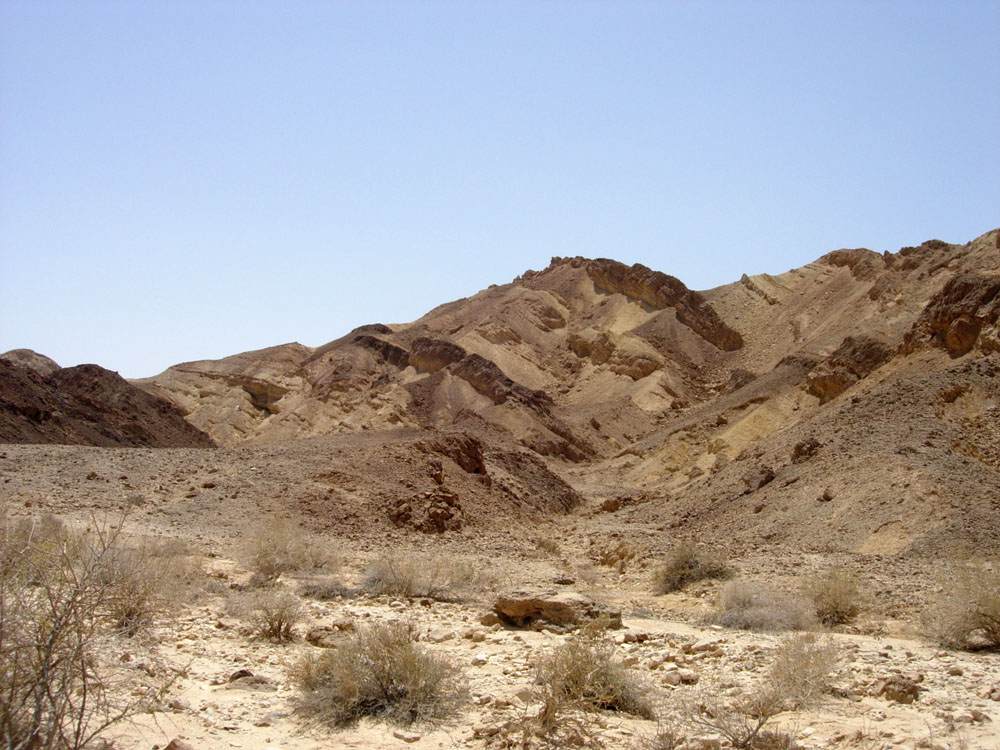
Il wadi Nahal Paran

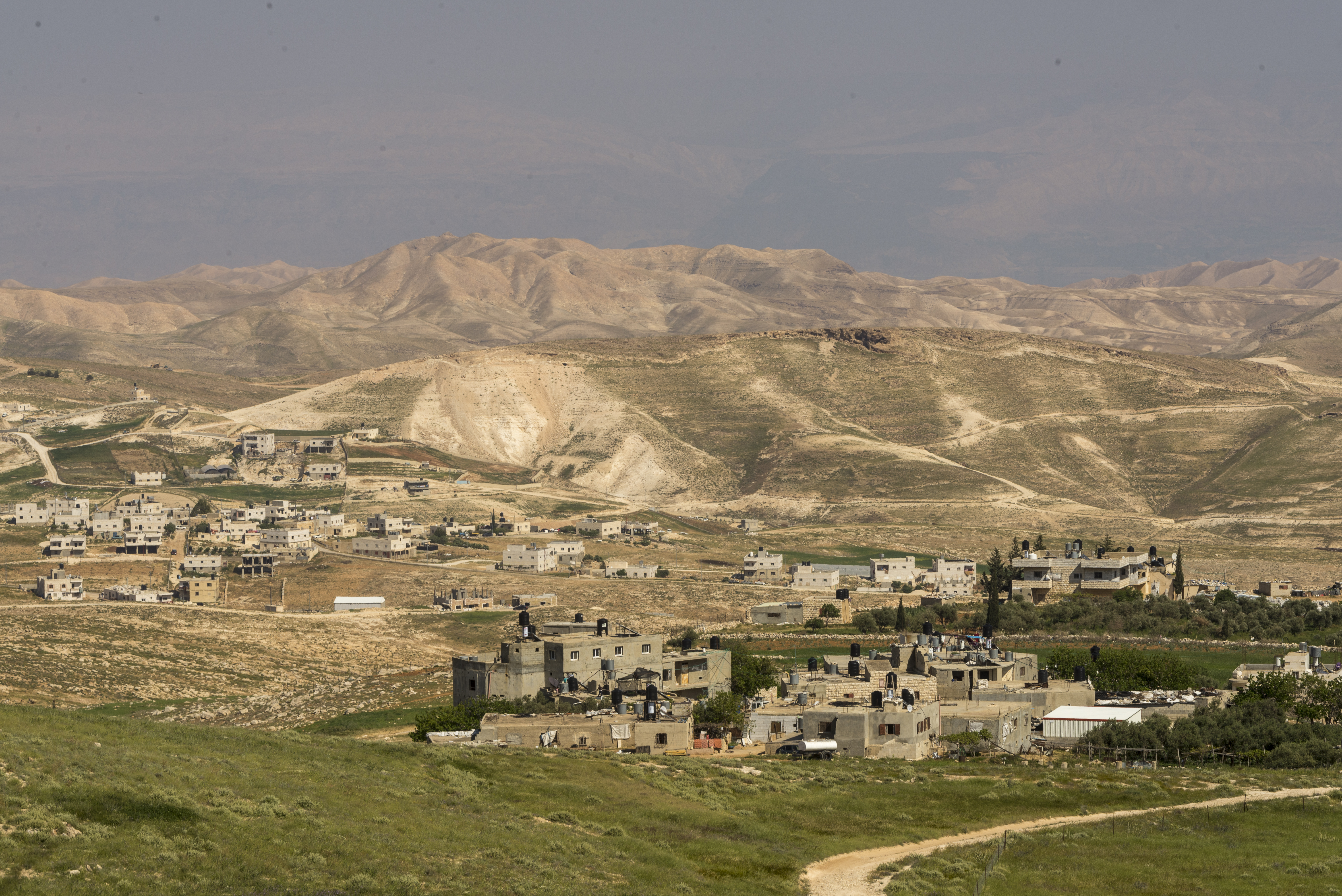
Insediamenti israeliani ai margini del Negev

Il deserto del Negev o Neghev (/ˈnɛɡev/; in ebraico הנגב‎?, ha-Negev, "il Sud"; in arabo النقب‎?, an-Naqb) occupa una superficie di circa 12 000 km², pari al 60% circa dello Stato di Israele. Tuttavia, solo il dieci per cento circa della popolazione del paese vive in questa zona. Il Negev è delimitato a ovest dal confine israelo-egiziano e dalla striscia di Gaza, a est dalla valle dell'Arava e a nord dalla linea Gaza-En Gedi, sulle sponde del Mar Morto.

## Città

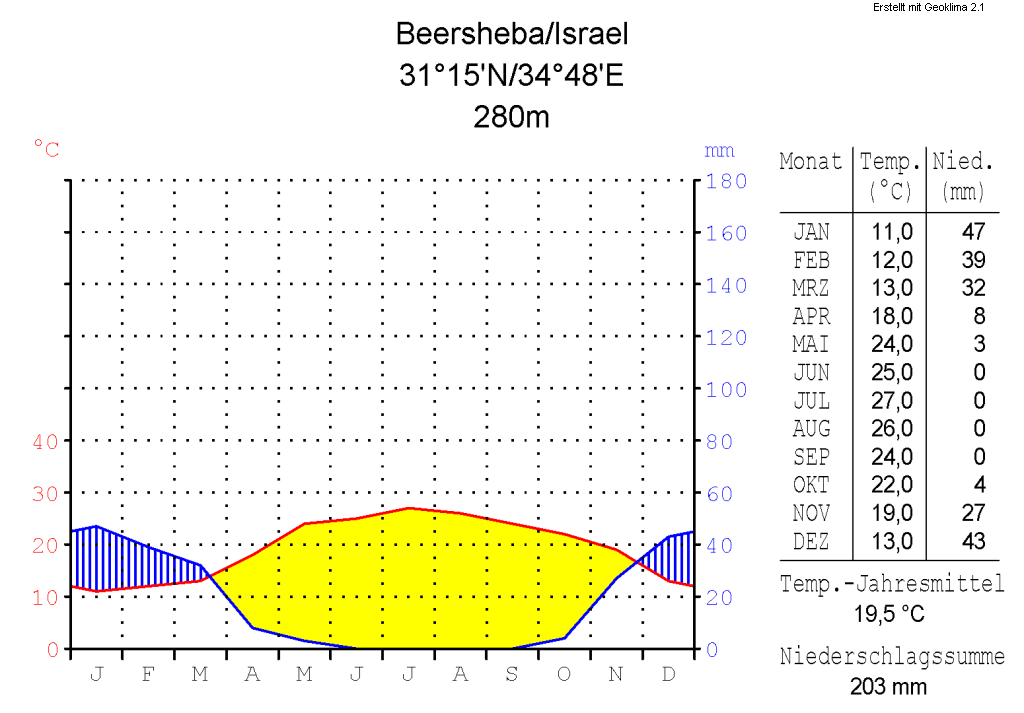
Climogramma di Be'er Sheva

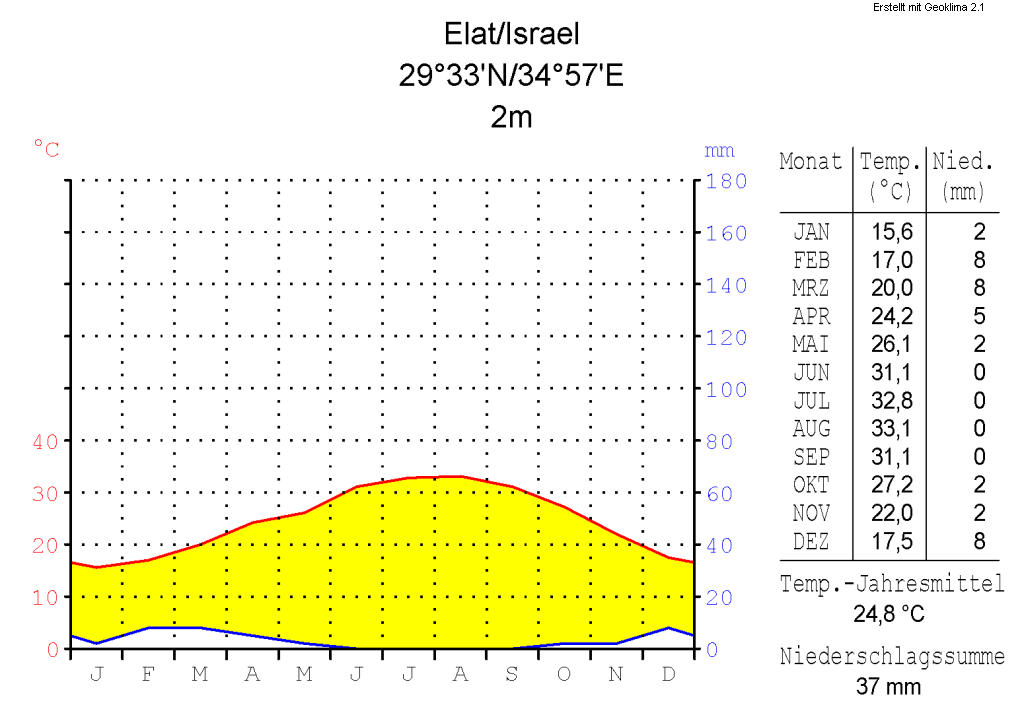
Climogramma di Eilat

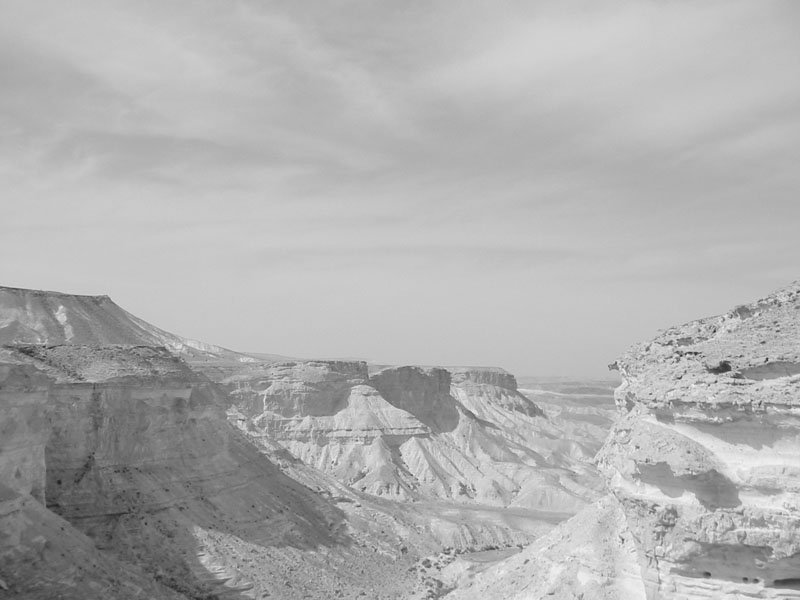
Il Negev a Sde Boker

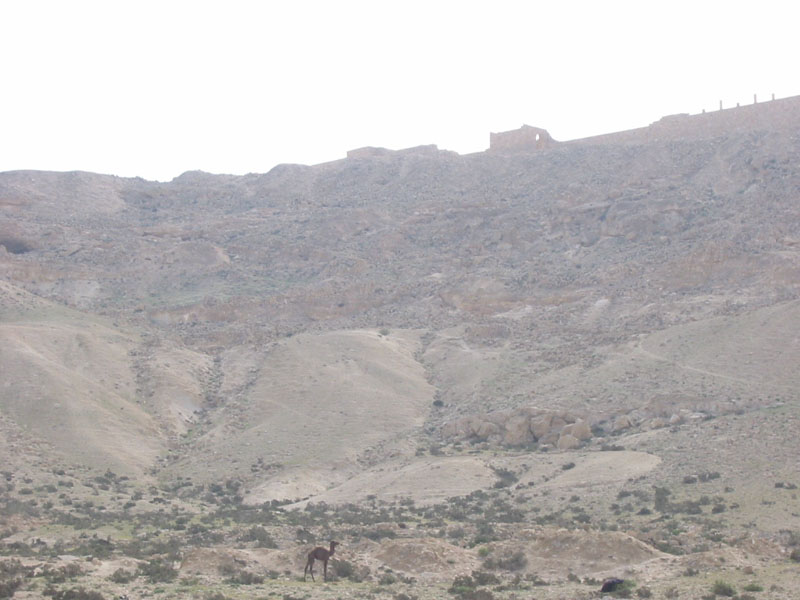
Il Negev a Sde Boker

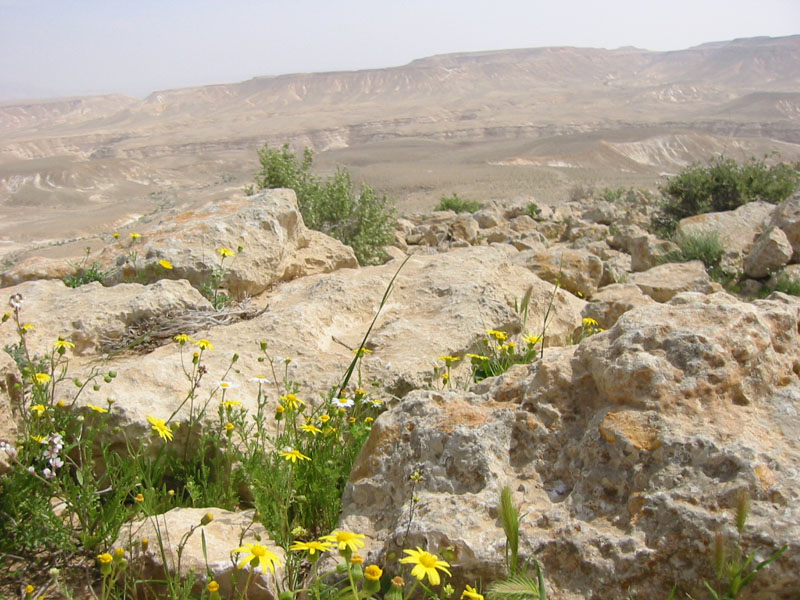
Il Negev in fiore

La città più grande del triangolo del Negev è Be'er Sheva, il capoluogo del distretto del Negev (circa 190 000 abitanti). Nella zona centrale del deserto, ai margini del cratere Makhtesh Ramon, sorge Mitzpe Ramon. La punta meridionale termina nelle città di Eilat sul lato israeliano e Aqaba su quello giordano. A sud-est di Be'er Sheva si trova la città di Dimona con il suo reattore nucleare presso il Centro di ricerca nucleare del Negev.
Altre città del Negev sono Kiryat Gat, Sderot, Netivot, Ofakim, Arad, Yeruham, Rahat, Omer, Lehavim, Meitar, Tel Sheba, Ar'arat al-Naqab, Kuseife, Shaqib al-Salam, Hura e Lakiya.

## Geografia fisica
Le regioni settentrionali e occidentali del Negev sono costituite da una pianeggiante distesa ricoperta di polvere e in parte di löss, mentre le regioni meridionali, invece, sono caratterizzate da un paesaggio molto più vario, con catene montuose, valli e crateri erosivi; il più grande e conosciuto tra questi ultimi è il cratere Makhtesh Ramon. Quando piove, in inverno e in primavera, i uidian in secca si trasformano in torrenti e per un breve periodo il deserto è in fiore. La cima più alta della regione è l'Har Ramon, con i suoi 1 035 m. Circa 25 km a nord di Eilat si trova il parco nazionale di Timna, sito di antiche miniere di rame sfruttate dall'antichità (3000 a.C.) fino al XX secolo.
Il deserto del Negev è una parte della cintura desertica che si estende dall'oceano Atlantico all'India, la cui esistenza è dovuta, dal punto di vista climatologico, a una cella di Hadley nell'atmosfera soprastante. È considerato la zona della superficie terrestre rimasta invariata per il periodo più lungo - circa 1,8 milioni di anni.
Il deserto della Giudea è spesso considerato erroneamente parte del Negev. Tuttavia, il deserto della Giudea deve la sua esistenza al fenomeno dell'ombra pluviometrica, mentre il deserto del Negev è un deserto arido. Il confine immaginario tra i due deserti corre approssimativamente in direzione est-ovest a nord di Arad (ma la linea di demarcazione varia a seconda dell'interpretazione degli studiosi).
Anche il confine settentrionale con la regione della Shéphélah non è ben definito. A seconda degli studiosi, il Negev ha inizio a Kiryat Malakhi od a Kiryat Gat: questo perché l'agricoltura irrigua ha spostato il confine settentrionale del deserto del Negev diverse decine di chilometri a sud negli ultimi decenni.
Nel Nord del Negev, le precipitazioni annuali sono ancora di 350-400 mm. Questa pioggia consente l'esistenza di ampie foreste di conifere trapiantate, come quelle di Lahav o di Yatir, che sono tra le più grandi in Israele.
La quantità di precipitazioni a Be'er Sheva è già di 220 mm all'anno. Tra Be'er Sheva e Sde Boker, il paesaggio è caratterizzato da una steppa arida, e a sud di quest'ultima inizia un deserto estremo. Eilat riceve circa 30 mm di pioggia all'anno, con forti fluttuazioni annuali. Di conseguenza, le annate piovose non sono rare.
Le piogge nel Negev hanno due possibili origini: o sono generate dalle propaggini meridionali di un fronte mediterraneo periferico (solamente nei mesi invernali) o da un cuneo di bassa pressione proveniente dal mar Rosso, che a volte può causare forti temporali nelle stagioni di transizione (raramente). A Eilat le piogge hanno sempre questa seconda origine, mentre a Be'er Sheva sono quasi sempre dovute al fronte mediterraneo periferico.

## Fauna
I grandi mammiferi più caratteristici del Negev sono gli stambecchi della Nubia. Inoltre, sono stati rilasciati in natura esemplari di asino selvatico asiatico e di orice bianco, specie che un tempo erano native di queste zone. Gli asini selvatici vivono nell'area del Ramon Canyon e nella valle dell'Arava. Degna di nota, è la presenza nel deserto del Negev di alcuni esemplari del raro leopardo arabo. Vivono qui anche altri grandi predatori, come iene striate e lupi arabi. Attualmente tutte queste specie sono protette, e in particolare le popolazioni di lupo potrebbero riprendersi. Nel 1999, vivevano nel Negev tra 90 e 160 lupi. Nel deserto del Negev sono presenti due specie di gazzelle. La gazzella dorcade è relativamente comune e nella parte meridionale del Negev, nel 1985, vivevano oltre 1 000 esemplari. Molto meno comune è l'edmi, del quale nello stesso anno furono censiti solo 27 capi. Il numero di gazzelle dorcadi è rimasto stabile da allora. La specie è presente nell'area del Makhtesh Ramon, con una popolazione locale relativamente elevata.

## Storia

### Nomadi
Il Negev fu dapprima popolato, tra 7 000 e 4 000 anni fa, da popolazioni nomadi. I primi insediamenti (i cui resti sono stati rinvenuti nei pressi dell'attuale Gilat) risalgono all'età del rame. Gli Amaleciti e gli Edomiti occuparono la regione verso il 2000 a.C. Nel XIV secolo a.C., nell'area del Negev e del Sinai giunsero, provenienti dall'Egitto, le conoscenze correlate all'estrazione e alla lavorazione del rame.

### Israeliti e nabatei
Grazie all'estensione delle sue miniere di rame, nel IX secolo a.C., all'epoca dell'ascesa degli Assiri, Be'er Sheva fu in grado di affermarsi come principale centro commerciale della regione. Tra il 1020 e il 928 a.C., intorno a questa città, si formarono piccoli insediamenti ebraici.
Con l'arrivo dei Nabatei, nel IV secolo a.C., lo sviluppo e l'espansione dei sistemi di irrigazione permisero lo sviluppo di almeno cinque centri urbani. I Nabatei accumularono grandi ricchezze principalmente dal controllo del commercio di spezie, incenso e mirra tra la loro capitale Petra e i porti del Mediterraneo.

### Epoca romana e bizantina
Dal 106 d.C. in poi, l'area del Negev entrò a far parte del dominio romano, ma - come in altre parti dell'impero - questo ebbe poca influenza sulla vita e sulla cultura delle tribù nomadi. Sotto il dominio bizantino, nel IV secolo, nella regione venne introdotto il cristianesimo. Inoltre, a causa di una crescente conversione del territorio all'agricoltura, la popolazione della regione crebbe drasticamente.

### Nel XX secolo
La maggior parte dei beduini, ormai solo semi-nomadi, fuggì dalla regione o venne allontanata durante la guerra di Palestina del 1948. Dopo la costituzione dello Stato di Israele, gran parte del Negev venne dichiarata area militare (e di conseguenza interdetta ai civili) e i beduini furono trasferiti in una zona a essi riservata, come nel Nord-est del Negev, che rappresenta solo il 10% della superficie del deserto.
Dagli anni '60, il governo israeliano sta cercando sempre più di insediare cittadini nella regione - in particolare gli immigrati di lingua inglese - e di trasferire la popolazione beduina rimasta in villaggi autorizzati (piano Prawer). Al fine di intraprendere un'azione legale contro la popolazione nomade, nel 1950, in nome della protezione ambientale, fu vietato il pascolo del bestiame - i beduini di questa regione allevano da secoli soprattutto capre - in vaste zone del Negev. Riferendosi a precedenti ricerche, alcuni studiosi, in particolare Michael Evenari, non considerano i beduini come figli, ma come padri del deserto.
Oggi la maggior parte del Negev è sotto il controllo dell'esercito israeliano.

### Problemi ambientali
In particolar modo nella zona di Ne'ot Hovav, un'area industriale dove prevale l'industria chimica pesante e sorge il più grande deposito di rifiuti pericolosi di tutto l'Israele (vedi anche Centro di ricerca nucleare del Negev), l'ambiente è minacciato, in quanto è ripetutamente alla mercé di incidenti e inconvenienti. La città di Tel Aviv era solita smaltire i suoi rifiuti nel Negev.

## Sviluppo economico
Fin dalla fondazione dello Stato di Israele, le classi dirigenti hanno sempre cercato di trasformare il Negev in un terreno fertile. Il più famoso promotore di questa idea fu David Ben Gurion (il primo Primo ministro israeliano), che si trasferì presso il kibbutz di Sde Boker proprio per seguire da vicino i progressi nella colonizzazione della regione.
Metodi agricoli innovativi, come l'agricoltura attraverso irrigazione a caduta basata su modelli antichi, sono stati sviluppati, testati e applicati nel Negev. Uno dei pionieri in questo campo fu Michael Evenari, originario di Metz. L'Istituto di ricerca solare nazionale e il Centro di ricerca del deserto dell'Università Ben Gurion del Negev di Sde Boker sono tra i leader mondiali nel loro campo.
Una delle attività emergenti nel Negev è, sorprendentemente, l'allevamento ittico, ottenuto grazie al pompaggio dell'acqua salmastra fossile in stagni artificiali. Le rese sono estremamente produttive, nonostante il clima desertico, e quest'attività ha dimostrato di essere molto redditizia. L'acqua salmastra fossile, leggermente salata, è risultata idonea all'irrigazione di frutta e ortaggi coltivati appositamente in queste condizioni. Molti prodotti agricoli israeliani conosciuti in Europa provengono da questo deserto, in parte perché il clima, mite durante tutto l'anno, fornisce un vantaggio ai fini dell'esportazione.
Il Negev ospita alcune importanti riserve di materie prime. I fosfati, presenti in grandi giacimenti, vengono estratti e lavorati intensivamente per l'esportazione. Diverse grandi aziende dell'industria pesante danno lavoro a migliaia di lavoratori. Nel Negev, ad esempio, viene ulteriormente lavorato il bromuro estratto dal mar Morto.
Anche il turismo svolge un ruolo importante per lo sfruttamento economico di questo deserto. L'estrema diversità del deserto del Negev e le distanze relativamente brevi sono apprezzate da molti turisti, sia nazionali sia stranieri, e pertanto questa attività è in costante sviluppo in tutta la regione.
Negli ultimi anni si sono stabiliti qui anche molti nuovi immigrati, provenienti soprattutto dall'ex Unione Sovietica e dall'Etiopia. In totale, vivono nell'area del Negev circa 600 000 persone.
Vaste aree del Negev sono destinate esclusivamente all'uso militare. I principali aeroporti militari di Israele sono concentrati in questa regione e sempre qui vengono principalmente effettuati le esercitazioni militari e i test missilistici.